# Myrrhidendron
Myrrhidendron är ett släkte av flockblommiga växter. Myrrhidendron ingår i familjen flockblommiga växter.
Kladogram enligt Catalogue of Life:
| Myrrhidendron | \| \| Myrrhidendron chirripoense \| \| \| \| \| \| Myrrhidendron donnellsmithii \| \| \| \| \| \| Myrrhidendron glaucescens \| \| \| \| \| \| Myrrhidendron maxonii \| \| \| \| \| \| Myrrhidendron pennellii \| \| \| \| |
|               | \| \| Myrrhidendron chirripoense \| \| \| \| \| \| Myrrhidendron donnellsmithii \| \| \| \| \| \| Myrrhidendron glaucescens \| \| \| \| \| \| Myrrhidendron maxonii \| \| \| \| \| \| Myrrhidendron pennellii \| \| \| \| |
|               | Myrrhidendron chirripoense |
|               | |
|               | Myrrhidendron donnellsmithii |
|               | |
|               | Myrrhidendron glaucescens |
|               | |
|               | Myrrhidendron maxonii |
|               | |
|               | Myrrhidendron pennellii |
|               | |

## Bildgalleri

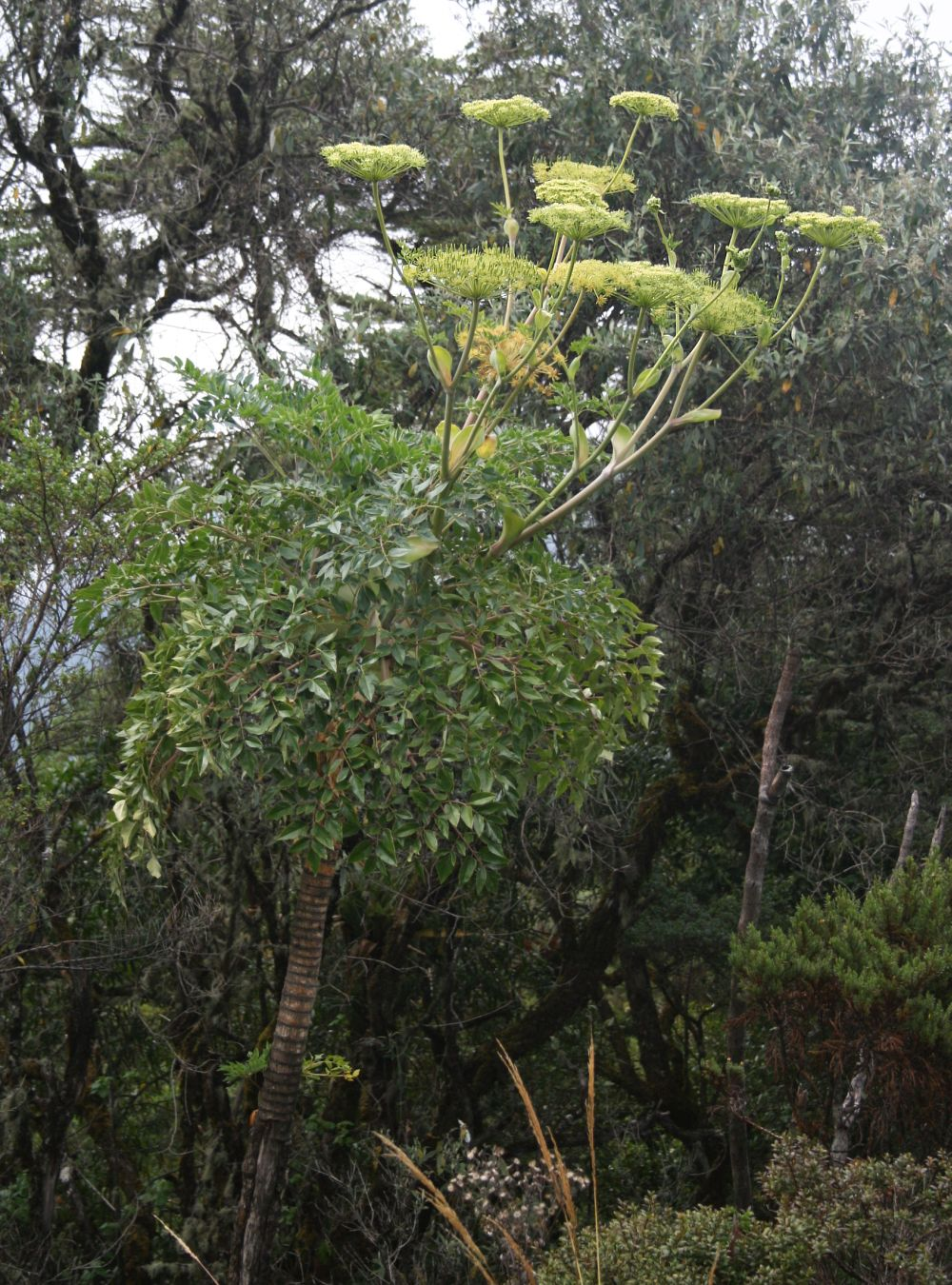
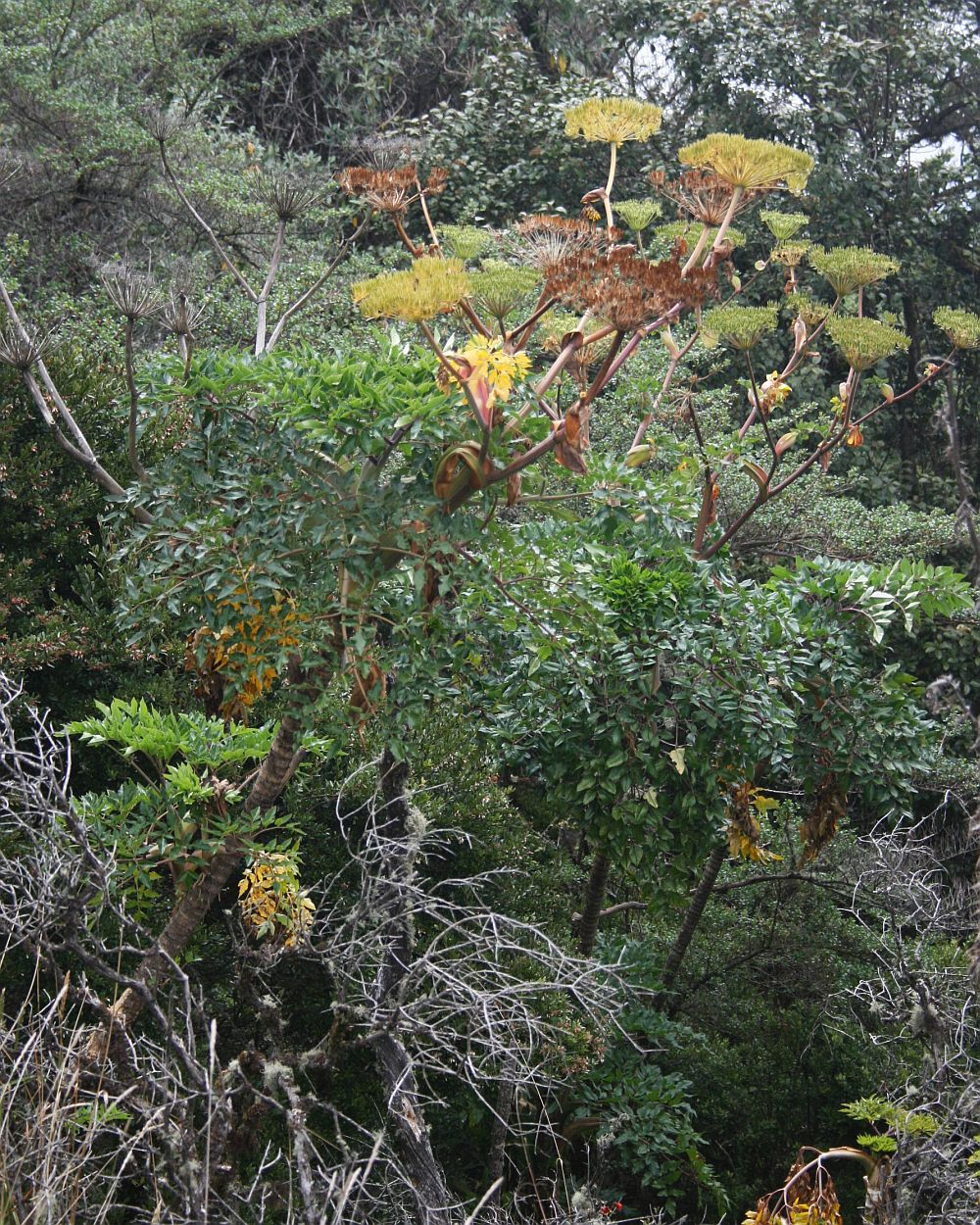
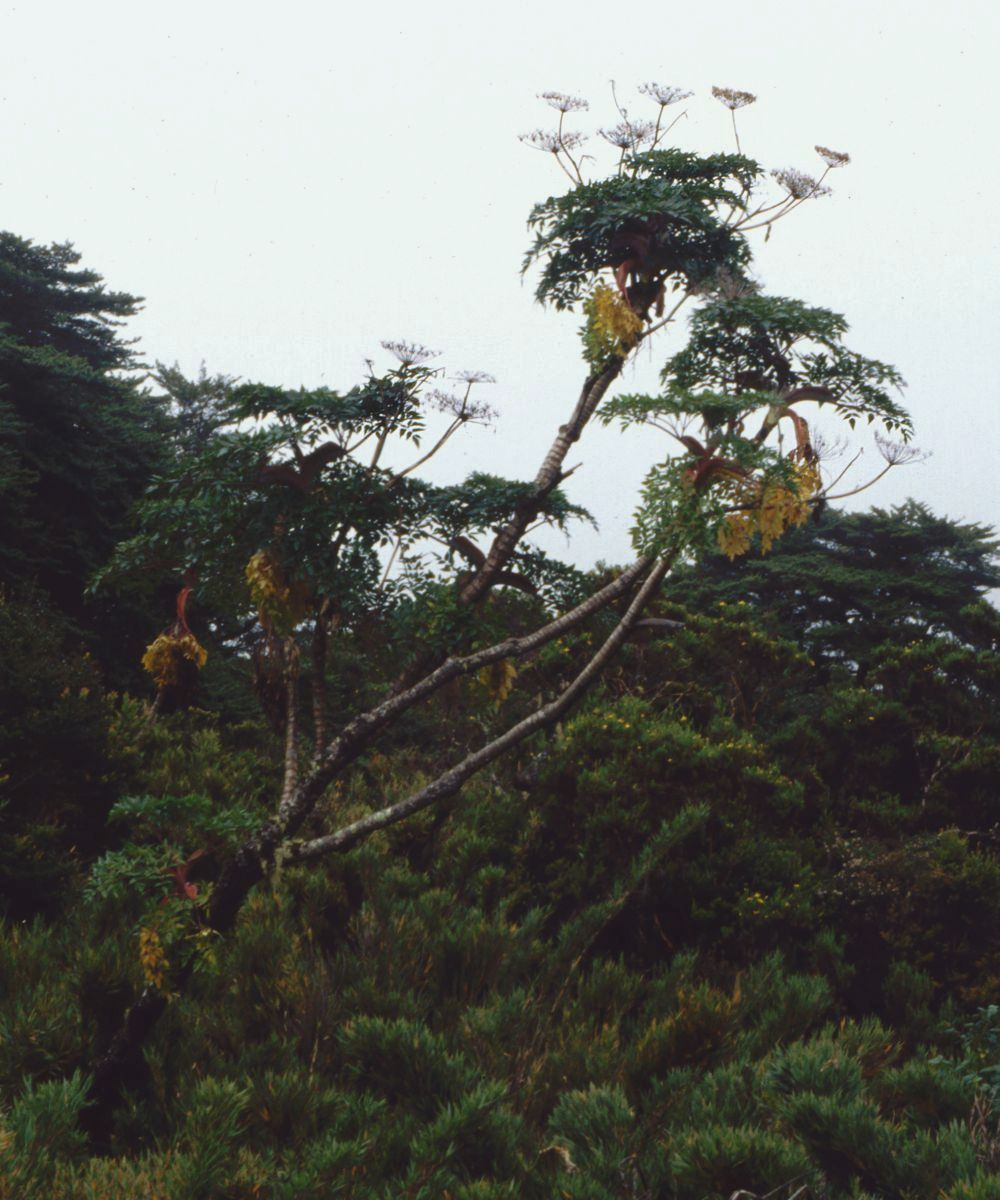
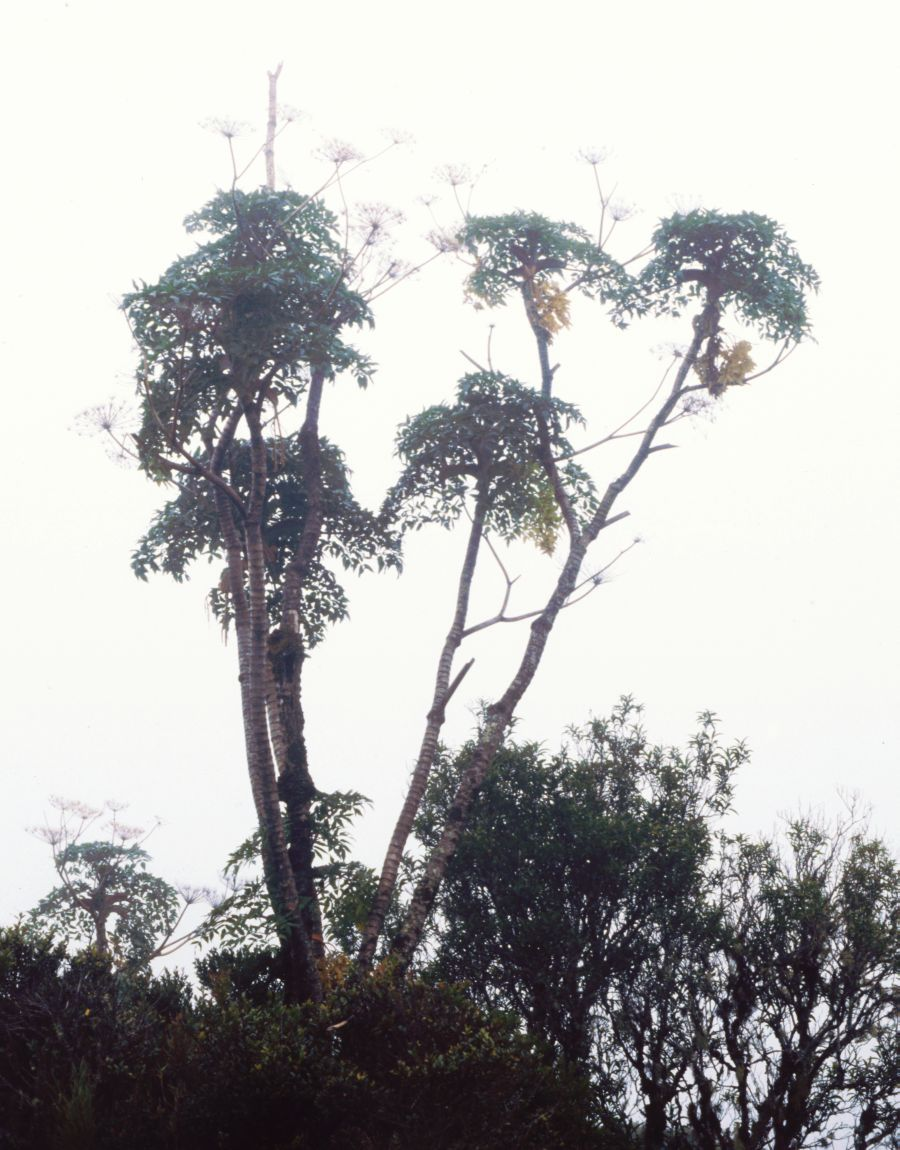